# Arctosa wittei
Arctosa wittei este o specie de păianjeni din genul Arctosa, familia Lycosidae, descrisă de Roewer, 1960. Conform Catalogue of Life specia Arctosa wittei nu are subspecii cunoscute.